# Terremoto del Tibet del 2025
Il terremoto del Tibet del 2025 è stato un evento sismico verificatosi nella contea di Tingri, nella Regione Autonoma del Tibet in Cina, il 7 gennaio 2025 alle ore 9:05 locali (01:05 UTC), con una magnitudo di 6,8 Ms.
Tra 126 e 400 persone sono rimaste uccise e 338 sono rimaste ferite nella regione. Il terremoto ha inoltre ferito 13 persone in Nepal e causato danni minori nello stato di Bihar nell'India settentrionale. Le scosse sono state avvertite in tutta l'Asia meridionale. Il terremoto è stato il più forte in Cina dal terremoto di Maduo nel maggio 2021 e il più mortale dal terremoto di Jishishan nel dicembre 2023. È stato causato da una faglia normale e ha avuto origine all'interno della crosta continentale a 10 km (6,2 miglia) di profondità.

## Sismicità
L'altopiano tibetano raggiunge la sua elevazione a causa dell'ispessimento della crosta causato dalla collisione della placca tettonica indiana con la placca eurasiatica, che ha causato la formazione della catena dell'Himalaya. La fagliazione all'interno dell'altopiano è associata a meccanismi trascorrenti e normali. Nella regione settentrionale, le faglie trascorrenti costituiscono lo stile dominante della tettonica, mentre a sud, il dominio tettonico dominante sono le faglie normali orientate da nord a sud. Sette fratture e faglie normali orientate da nord a sud, formatesi circa 4-8 milioni di anni fa, furono scoperte per la prima volta nel Tibet meridionale tra la fine degli anni '70 e l'inizio degli anni ottanta utilizzando immagini satellitari.
I terremoti più forti nella regione, con magnitudo pari a 8,0 o simili, si verificano lungo le faglie trascorrenti mentre i terremoti di faglia normali sono di magnitudo inferiore; nel 2008, cinque terremoti di faglie normali con magnitudo compresa tra 5,9 e 7,1 si sono verificati in varie località dell'altopiano. Questi terremoti si sono verificati su faglie con angoli di inclinazione compresi tra 40 e 50 gradi e si sono estesi fino a una profondità compresa tra 10 e 15 km. Uno studio del 2010 pubblicato sul Geophysical Journal International ha osservato che negli ultimi 43 anni l'85% del momento sismico rilasciato durante i terremoti di faglie normali si è verificato in aree di altitudine superiore a 4,5–5 km. Ciò sembra suggerire che le rotture nei terremoti di faglie normali siano innescate dall'energia potenziale gravitazionale.
Dal 1949, sono stati registrati 37 terremoti di magnitudo 5.0-5.9, 7 di magnitudo 6.0-6.9 e 1 di magnitudo 7.0-7.9 entro 200 km dall'epicentro. Quello del gennaio 2025 è stato il terremoto con il maggior numero di vittime nell'area dopo quello verificatosi nella contea di Yadong il 20 novembre 1980 che causò la morte di 3 persone nella contea, e il più forte dopo quello avvenuto il 26 aprile 2015.

## Terremoto
La scossa si è verificata a 10 km di profondità, all'interno della crosta continentale che forma l'altopiano tibetano. È stata causata da una faglia normale con una componente di scorrimento minore. Lo United States Geological Survey ha inizialmente rilevato una magnitudo di 7,1 Mw, mentre il China Earthquake Networks Center ha poi corretto la stima a 6,8 Ms. Le soluzioni del meccanismo focale indicano che la rottura si è verificata su una faglia che colpisce nord-sud, con una moderata inclinazione verso est o ovest. L'epicentro è stato il villaggio di Tsogo nella contea di Tingri, un'area con un'altitudine media di 4.500 m.
La modellazione della rottura da parte dello United States Geological Survey ha rivelato un movimento lungo una faglia che colpisce nord-nordest che si immerge a ovest-nordovest o una faglia che colpisce nord-nordovest che si immerge a est-nordest. In entrambe i modelli, lo slittamento co-sismico si è verificato per circa 80 km lungo la faglia e si è esteso fino a 20 km di profondità. Lo slittamento massimo in questi modelli è stato rispettivamente di 1,6 m e 1,3 m. È stata stimata un'area di rottura di circa 80x20 chilometri, che si estende dalla contea di Ngamring alla contea meridionale di Tingri vicino al confine con il Nepal. I sismologi del China Earthquake Networks Center hanno affermato che la scossa principale ha avuto origine all'interno della Placca di Lhasa, un blocco crostale che forma la parte meridionale dell'altopiano del Tibet.
L'analisi InSAR delle immagini prima e dopo il terremoto, svolta dal satellite Sentinel 1A dell'Agenzia Spaziale Europea, ha mostrato prove di abbassamento a ovest della rottura della superficie e di sollevamento a est. In combinazione con il meccanismo focale osservato, queste osservazioni confermano che questo terremoto è stato causato da una faglia normale, su una faglia che si immerge verso ovest. La faglia causale è stata identificata come la faglia di Deng Me Co.
La China Earthquake Administration ha valutato che l'intera rottura si è verificata in 24 secondi, rilasciando un momento sismico stimato in 4,0469 × 1019 Nm. Il rilascio del momento più grande si è verificato 14 secondi dopo l'inizio della rottura. La rottura si è propagata bilateralmente lungo una faglia normale, ma la maggior parte di essa era diretta verso nord. Il telerilevamento e le indagini a terra hanno indicato una rottura superficiale di 25–32 km e uno spostamento massimo di 3 m. Circa 11 km della rottura si trovavano lungo la sponda orientale del lago Deng Me Cuo, dove i rilevatori sul campo hanno scoperto una zona di fessure larga 100 m e uno spostamento sinistrorso. La rottura rimanente è continuata verso il nord del lago. Il Ministero delle Risorse Naturali ha stimato una rottura di 50 km che si estende fino a 16 km di profondità utilizzando l'inversione sismica dei dati InSAR. Gran parte dello slittamento co-sismico si è verificato a una profondità compresa tra 1 e 5 km e uno slittamento massimo di 6 m è stato dedotto a una profondità compresa tra 1 e 2 km. Nella municipalità di Changsuo sono state misurate scarpate verticali di 3 m lungo una zona di rotture lunga quasi 4 km a un'altitudine compresa tra 5.300 e 5.500 m.
Secondo quanto rilevato dalla China Earthquake Administration, il terremoto è stato avvertito con un'intensità VI o superiore della scala Liedu su oltre 23.986 km2 lungo un andamento generale nord-sud. In un'area di 411 km2 che include i comuni di Changsuo, Quluo, Cuoguo, Nixia e Jiacuo è stata assegnata un'intensità IX. L'intensità VIII ha formato una fascia attorno all'area meizosismica per 869 km 2 (336 miglia quadrate) che comprendeva 8 comuni. Venti comuni nelle contee di Tingri, Lhazi, Dinggye, Sakya e Angren erano all'interno della fascia isosismica VII che è stata assegnata a un'area di 5.350 km2. Almeno 3.614 scosse di assestamento hanno seguito la scossa principale e son durate sino al 14 gennaio.

## Impatto

### Vittime
Il bilancio ufficiale delle vittime fornito dal governo cinese l'8 gennaio è di 126 morti; la stima è basata su 27 villaggi nelle contee di contee di Tingri, Lhatse e Sa'gya che ospitano 6.900 persone entro 20 km dall'epicentro del terremoto. A causa della mancanza di revisioni, trasparenza e censura da parte del governo, i tibetani hanno fortemente criticato questa cifra, dichiarando 265 vittime. Le autorità cinesi hanno smentito questa cifra come una voce e hanno imposto sanzioni amministrative ad alcuni abitanti locali per aver diffuso "disinformazione" online. Voice of America Tibet ha stimato il bilancio delle vittime a 134, citando dati ricevuti dal Tibet e confermati da fonti attendibili. L'11 gennaio, Radio Free Asia ha riportato oltre 400 vittime, una stima basata sul personale che lavora negli obitori delle contee di Tingri e Lhatse.
Almeno 338 persone sono rimaste ferite, di cui 19 in gravi condizioni. I funzionari locali hanno attribuito le vittime al crollo di edifici tradizionali mal costruiti. L'8 gennaio, i soccorritori hanno affermato che un numero sconosciuto di persone risultava disperso poiché i funzionari cinesi non avevano fornito una cifra. Il giorno seguente, i funzionari hanno affermato che le persone disperse rimanenti sarebbero probabilmente morte di ipotermia sotto le macerie delle case distrutte.

### Danni

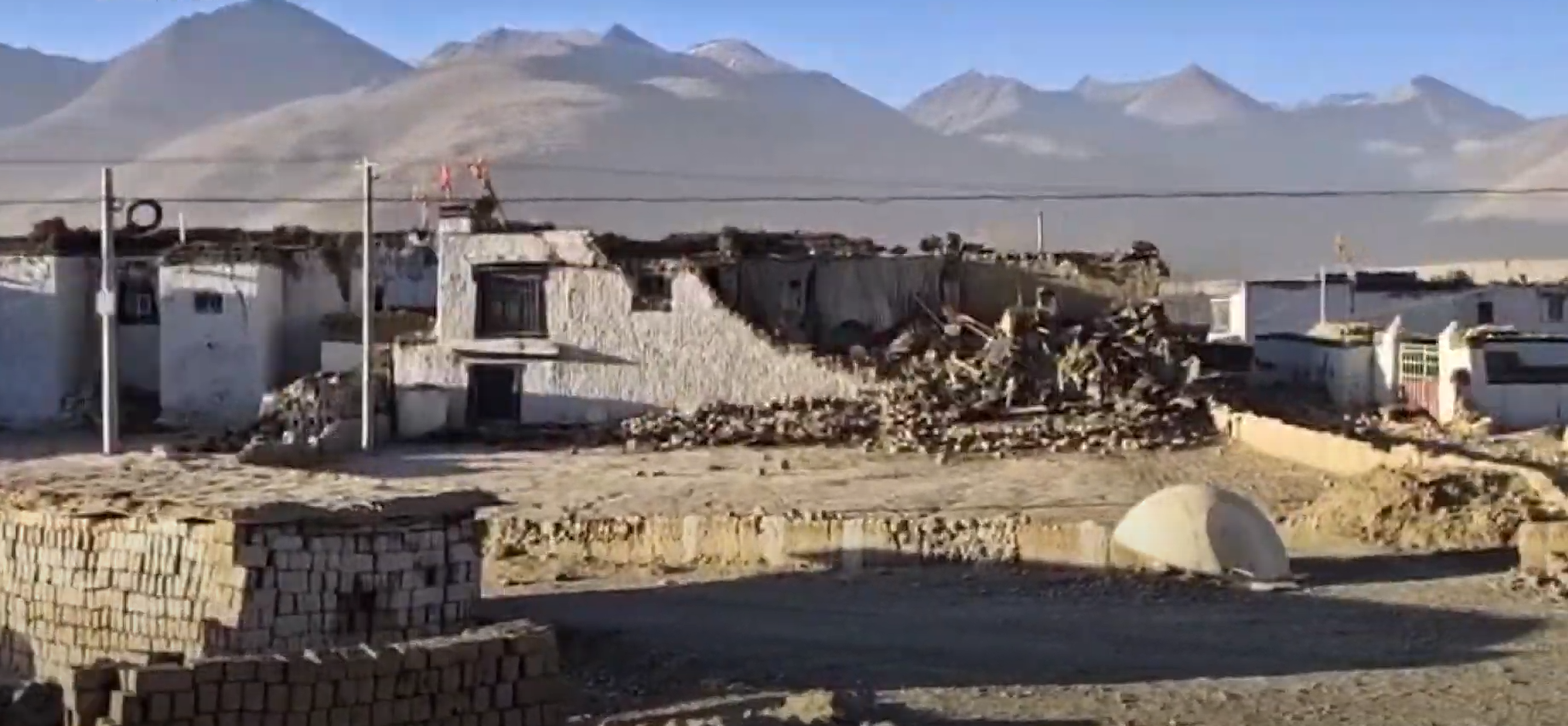
Case crollate e danneggiate nella contea di Tingri

Più di 27.200 edifici sono stati danneggiati e 3.612 case sono crollate. In alcuni villaggi, dall'80 al 90 percento delle case sono state rase al suolo. Più di 1.000 case sono crollate nella contea di Tingri, e cinque sezioni di strade nazionali e provinciali sono state danneggiate da frane, crolli e cedimenti. In totale, 206 villaggi in 26 comuni in cinque contee sono stati colpiti. A Dramtso, 100 persone sono morte, tra cui due suore a causa del crollo di un convento e altre 30 nel villaggio di Gurong, dove tutte le case sono state danneggiate, metà delle quali gravemente. Nella contea di Lhatse, i detriti hanno coperto strade e veicoli e un hotel è stato danneggiato. Oltre 170 antenne di China Mobile sono state disattivate dal terremoto, sebbene i servizi di telefonia mobile siano stati ripristinati nove ore dopo. Sono state scoperte crepe in cinque dighe idroelettriche e tre di esse sono state prosciugate. Nella contea di Tingri, i danni a una diga hanno costretto all'evacuazione 1.500 residenti di sei villaggi.